# Luminiscencia

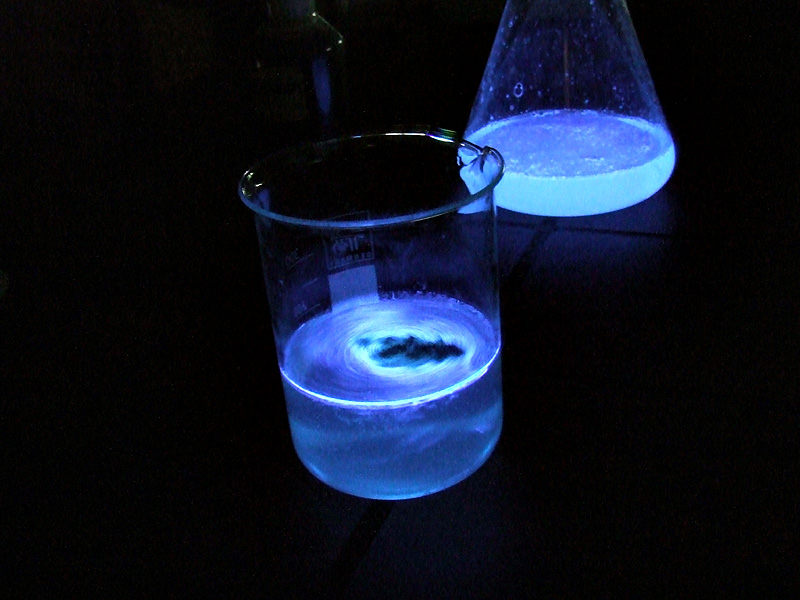
Luminol y hemoglobina. El luminol brilla en una solución alcalina cuando se le añade hemoglobina y H_{2}O_{2}

Luminiscencia es todo proceso de emisión de luz cuyo origen no radica exclusivamente en las altas temperaturas sino que, por el contrario, es una forma de "luz fría" en la que la emisión de radiación lumínica es provocada en condiciones de temperatura ambiente o baja.
La primera referencia escrita conocida pertenece a Henry Joseph Round.
Cuando una sustancia luminiscente recibe energía procedente de una radiación incidente, esta es absorbida por su estructura electrónica y posteriormente es de nuevo emitida cuando los electrones vuelven a su estado fundamental.